# Sergei Terehhov
Sergei Terehhov (Pärnu, 18 aprile 1975) è un allenatore di calcio ed ex calciatore estone, di ruolo attaccante, allenatore del Trans Narva.

## Carriera

### Club
Terehhov cominciò la carriera con la maglia Tervis Pärnu, per poi passare al Sadam Tallinn. Dopo aver militato nel Flora, si trasferì ai norvegesi del Brann. Esordì nella Tippeligaen il 9 aprile 2000, quando fu titolare nel successo per 4-1 sul Viking. Il 13 maggio segnò l'unica rete nella massima divisione norvegese, nel successo per 0-3 sul campo del Bryne.
Terminata l'esperienza con il Brann, passò ai finlandesi dello Haka, poi ai russi dello Šinnik e nuovamente in Finlandia, stavolta nello Honka. Nel 2007 tornò in patria, per giocare nel TVMK Tallinn e, dal 2009, nel Nõmme Kalju.

### Nazionale
Terehhov giocò 97 partite per l'Estonia, con 5 reti all'attivo.

## Palmarès

### Giocatore

#### Competizioni nazionali
- Campionato finlandese: 1

Haka: 2004
- Campionato estone: 1

Kalju Nõmme: 2012

### Allenatore

#### Competizioni nazionali
- Coppa d'Estonia: 1

Trans Narva: 2022-2023